# 구조 미치자네
구조 미치자네(일본어: 九条道実, 1870년 1월 16일 ~ 1933년 1월 19일)는 일본의 궁내관, 정치인, 화족이다. 작위는 공작. 귀족원 의원.
좌대신 구조 미치타카의 장남으로 태어났다. 부인은 오타니 고에이(겐뇨) 백작의 차녀 야스코이다. 자식은 미치히데(장남) 등이 있다. 데이메이 황후는 미치자네의 여동생이며, 그녀를 통해 쇼와 천황의 외숙부가 된다. 
| 전임 구조 미치타카 | 제32대 구조가 당주 | 후임 구조 미치히데 |

| 전임 구조 미치타카 | 제2대 구조 공작가 당주 1906년 ~ 1933년 | 후임 구조 미치히데 |